# Friedrich Rudolph von Tschammer
Friedrich Rudolph von Tschammer (geb. 1713; gest. 1753) war ein preußischer Landrat.

## Herkunft und Leben
Friedrich Rudolph von Tschammer war Angehöriger des schlesischen Uradelsgeschlechts Tschammer. Er war ein Sohn von George Caspar von Tschammer (1669–1719), Allodherr auf Dahse, Quaritz, Groß-Nieder-Tschirnau und Petersdorf. Seine Mutter war Maria Marianna (1679–1720), geb. von Bünau auf Matzdorf. Friedrich Rudolph besuchte zunächst das Elisabet-Gymnasium in Breslau bevor er ein Studium an der Universität Frankfurt (Oder) aufnahm. Im Jahr 1750 wurde er dem amtierenden und an einer Lähmung erkrankten Landrat des Kreises Guhrau August Constantin von Schlichting adjungiert. Das Amt als Landrat übernahm er dann endgültig im Zeitraum von 1751 bis 1753, Nachfolger wurde George Ludwig von Haugwitz.

## Persönliches
Friedrich Rudolph von Tschammer war Erbherr auf Groß-Nieder-Tschirnau. Sein älterer Bruder Georg Ernst von Tschammer war von 1742 bis 1762 erster Landrat des Kreises Wohlau.